# Justo Gárate
Justo Gárate Arriola (Vergara, 5 de agosto de 1900 - Mendoza (Argentina), 2 de julio de 1994) fue un médico, profesor universitario, escritor y político español de ideología nacionalista vasca.

## Biografía
Sus padres eran originarios de Elgoibar. Su padre, Benito, se había establecido en Argentina a finales del siglo XIX, con un próspero negocio como ganadero de ovejas en Tandil, pero regresó a Elgoibar para casarse. Teniendo Justo un año emigró la familia a Argentina por tercera vez (sus tres hermanos mayores habían nacido allí), y retomaron la actividad en Tandil, no regresando a España hasta 1906 y volviendo a Vergara un año después. El euskera y el español fueron sus lenguas maternas, y su facilidad para aprender idiomas le permitió desenvolverse cómodamente en francés, inglés, alemán, árabe, danés y latín.
Destacó en sus estudios primarios y de bachiller, y se decidió por los estudios universitarios de Medicina después de dudar entre dicha carrera y Filosofía y Letras. Comenzó el preparatorio en Valladolid, donde continuó los dos primeros cursos, para pasar después en la Universidad de Barcelona los dos siguientes. Realizó prácticas en el hospital de Basurto en Bilbao y cursó por libre los dos últimos años de carrera: el quinto año se examinó en la Universidad de Santiago de Compostela y el último se licenció en la Universidad Central de Madrid (1923).
En estos años se conformó su carácter como un humanista cristiano interesado por todo cuanto acontece a su alrededor, ya en la ciencia, ya en la política, ya en la cultura. Como profesional, desde sus prácticas en Bilbao, inclinó su interés por el «sentido práctico de la medicina», como respuesta concreta frente a la enfermedad, pensamiento y conducta que mantuvo también a lo largo de su etapa como profesor universitario. En el ámbito político, su estancia universitaria en Barcelona entre 1920 y 1921 marcó su inclinación ideológica hacia el nacionalismo vasco, con la influencia de Telesforo Aranzadi o Ángel Apraiz y el conocimiento y perfeccionamiento del euskera. Aunque es entonces cuando entra en contacto con las obras de Sabino Arana, se aleja de lo que considera posiciones extremistas del Partido Nacionalista Vasco (PNV).
Comenzó los estudios de doctorado en Madrid y obtuvo dos becas de estudios para completar su formación en el extranjero: una de la Diputación de Guipúzcoa y otra del propio hospital de Basurto donde había realizado las prácticas. Continuó estudios en la Universidad de París y, posteriormente, en las de Friburgo (1924). Durante su estancia en París asistió con asiduidad a las tertulias de Miguel de Unamuno, exiliado en París de la dictadura de Primo de Rivera, y conoció a Luis Buñuel. Tras una breve paso por España, regresó a las universidades europeas. Así, estudia en las universidades de Berlín y Heidelberg (1926), en las que abunda en sus conocimientos de patología y fisiología y elabora un trabajo sobre «Dos variantes de la reacción de Abderhalden», por sugerencia del hematólogo y profesor universitario, Hans Hirschfeld, tema que sería el núcleo de su tesis doctoral defendida un año después en la Complutense de Madrid.
Finalizada su formación, se casó en 1928 con Itziar Arostegui, a quien conocía desde 1922. Hija de una familia guipuzcoana acomodada, Itziar, al igual que Justo, también mantenía un profundo interés por todo cuanto la rodeaba, así como un arraigado sentimiento religioso. Durante su vida, Itziar fue una eficaz colaboradora en la investigación y edición de la obra de su marido. Justo Gárate abrió consulta como médico en Bilbao, con significativo éxito profesional y económico. Poco más de dos años después, en 1930, junto con su esposa y su amigo y médico, Francisco Belausteguigoitia, regresó a Alemania, en esta ocasión a Munich, para completar durante cuatro meses su formación en torno al cáncer. Su estancia coincidió temporalmente con el desarrollo del movimiento nazi y, aunque mantenía un arraigado sentimiento germanófilo desde sus primeras estancias como estudiante, la ideología y el pensamiento nazi chocó frontalmente con su humanismo y su rechazo a la idea de la superioridad de la raza. 
Fue uno de los firmantes del Manifiesto de San Andrés que fue el origen de la fundación de Acción Nacionalista Vasca, pero no ingresó en el partido. Después fue candidato de la Conjunción Republicano-Socialista (dentro de la Agrupación al Servicio de la República) en las elecciones de 1931, pero no resultó elegido.
Desde 1932 fue vocal de la sección de medicina de la Sociedad de Estudios Vascos (Eusko Ikaskuntza) y en 1936 fue uno de los fundadores de la Facultad de Medicina de la Universidad del País Vasco, al tiempo que publicaba artículos en la Revista Internacional de los Estudios Vascos. Al producirse el golpe de Estado de julio de 1936 que dio origen a la Guerra Civil Española, colaboró con el Gobierno de Euzkadi, contra los sublevados, como miembro del Tribunal militar de Bilbao y  médico militar. En 1937, después del bombardeo de Guernica, decidió enviar a su familia a Francia, y poco después él mismo se exilió. Después de un tiempo en Bélgica, marcha con su familia a Argentina. Allí fue profesor en la Facultad de Patología de la Universidad de Mendoza (1954), de la que también fue vicedecano en 1957. Fue académico de honor de la Real Academia de la Lengua Vasca (1978) y del Instituto Americano de los Estudios Vascos. En 1982 fue investido doctor honoris causa por la Universidad del País Vasco.